# The Interrupted Journey
The Interrupted Journey è un film del 1949, diretto da Daniel Birt, con Valerie Hobson. 

## Trama
John e la sua amante Susan fuggono in treno, allontanandosi dai rispettivi consorti.
Susan muore in un incidente che, a detta di tutti e della stampa, ha causato proprio John, che si sente in colpa, e confessa tutto alla moglie Carol, che lo perdona per la sua scappatella.
John si sente quindi sollevato quando viene dimostrato che non è lui ad essere responsabile della morte di Susan. Ma proprio allora si scopre che Susan è stata assassinata, e tutti gli indizi fanno supporre che sia proprio John l'assassino. Egli rischia dunque la pena di morte per un omicidio che non ha commesso.
John rintraccia il vero autore del delitto, ma in una colluttazione con lui rimane ucciso.
Oppure potrebbe essersi trattato di una sorta d'incubo, e la realtà potrebbe essersi svolta in maniera differente e più rassicurante.